# Kvelde
Kvelde is een plaats in de Noorse gemeente Larvik, provincie Vestfold. Kvelde telt 855 inwoners (2007) en heeft een oppervlakte van 0,74 km².

## Bezienswaardigheden
- Kerk van Kvelde, houten kerk van 1871.